# Psychophora frigidaria
Psychophora frigidaria là một loài bướm đêm trong họ Geometridae.